# ФК Јединство Путеви
ФК Јединство Путеви је фудбалски клуб из Ужица, Србија. Клуб је основан 1961. године и тренутно се такмичи у Западно-моравској зони, четвртом такмичарском нивоу српског фудбала.
Клуб је у сезони 2011/12. освојио прво место у Српској лиги Запад и пласирао се у виши ранг, Прву лигу Србије, што је највећи успех у историји клуба. У првој лиги се такмичио три сезоне, да би у сезони 2014/15 заузео 14. место и испао у Српску лигу Запад. У Српској лиги Запад је провео 3 сезоне,да би у сезони 2017/2018 заузео 18. место и испао у Западно-моравску зону. У сезони 2020/21 Јединство се борило за улазак у виши ранг. Завршили су на позицији број 2, само 3 бода иза првопласиране екипе ФК Слога Бајина Башта. Клуб је такође познат по томе што је бивши репрезентативац и капитен екипе ФК Манчестер јунајтед, Немања Видић започео каријеру у њему са својим братом Душаном Видићем.
Од 2021. постоји и женски фудбалски клуб, СЖФУ Јединство Путеви Ужице.

## Историја[3]

### Прерастање Фудбалског клуба Железничар у Омладински фудбалски клуб Јединство
Историја Фудбалског клуба Јединство настаје 1960. године након гашења Фудбалског клуба Железничар, клуба који је настао у Ужицу почетком 30-их година. Тако се крајем фебруара 1960. године одржала Скупштина фудбалског клуба Железничар на којој је одлучено да се крене из почетка. Окупљено је више градских предузећа, највише саобраћајних. Сви они ушли су у јединствену управу, а прихваћен је предлог да се клуб зове "Јединство", јер то асоцира на јединство предузећа сличне делатности. С обзиром да је будући клуб требао да окупља омладину, његовом имену је дат назив Омладински фудбалски клуб Јединство. Сви послови око конструисања новог клуба заврешни су до почетка наредне такмичарске сезоне тако да се клуб 18.9.1960. године могао укључити у такмичење Ужичког подсавеза. У окупљању играчког кадра посебно се ангажпвао играч предратног Железничара, наставник фискутуре Миодраг Терзић Пиле. Тиму су се прикључили дечаци из подмлатка Слободе и Првог партизана.
Екипа Јединства, састављена од неискусних играча, недовољно припремљена за првенствене окршаје, у првим сусретима губила је утакмице са високим резултатом, али се екипа временом консолидовала и све успешније се супростављала противницима. Сезону 1960/61. завршили су на предпоследњој позицији са освојених 19 бодова. Сезона 1961/62. била је сјајна сезона за Јединство, те су тако завршили као други у Групи Б, али забрана учешћа у разигравању као и недозвољавање преласка у виши ранг и данас дан остају непознаница. Наредних пар година Ужички подсавез, али и сам клуб, улазе у кризу. У сезони 1964/65. Јединство исупа из лиге због очајне финансијске ситуације и очајне организације клуба.

#### Обнављање Фудбалског клуба Јединство 1967. године
Лета 1967. након Међурепубличких омладинских игара у Горажду, група младих ентузијаста долази на идеју да реорганизује Омладински фудбалски клуб Јединство и да он буде састављен од момака из Ужица који су учестовали на поменутим Међурепубличким играма. Те тако обновљени клуб, са новом управо, улази у такмичење Ужичког подсавеза у сезони 1967/68. Клуб је бројао 36 играча и 21 члана управе те су тако дошли и сјајни резултати. На полусезони су узели 12 од могућих 14 бодова, а слична ситуација се десиле и у другом делу сезоне. Тако је ужичко Јединство постало победник Ужичког подсавеза што му је омогућило одлазак у виши ранг такмичења - Западноморавску лигу. И следећу сезону Јединство је играло сјајно, али мањак искуства и снаге резултовали су другим местом у сезони 1968/69. Следећу сезону Јединство је играло јако променљиво, дошло је до промене у управи клуба, те тако Јединство на крају сезон заузима средину табеле са 21 освојеним бодом.

### Фудбалски клуб Јединство у систему такмичења од 1970. до 1980.
Проблеми финансијске природе, а и проблем места одигравања утакмица, који су пратили Јединство од почетка, наставили су да се одражавају на рад клуба. Јединство је од сезоне 1970/71. одигравало домаће утакмице на стадиону "7. јули" у Севојну. У току сезоне дошло је до нове промене у управи клуба, дошло је до промене тренера, клубу су приступили нови играчи, као и играчи из подмладка Слободе те је тако сачувано место у Западноморавској лиги. Те сезоне подмладак Јединства изборио је пласман у квалитетну лигу Србије - Центар Чачак где су се такмичили подмладци друголигаша и српсколигаша. Већ следеће сезоне на челу са тренером Драгољубом Витићем, уз сјајне тренинге, преко 2000 гледалаца на свакој утакмици и одличним радом управе Јединство постаје првак Западноморавске лиге и улази у Шумадијско-моравску зону. Следећу сезону Јединство је изборило опстанак. Дошло је до промене тренера и мањка залагања управе, али се ипак те сезоне формирао пионирски тим који је изашао као победник Зоне Титово Ужице. Следеће сезоне Јединство се након дужег времена поново сели на стадион "24. септембар" у Ужицу. Тај став се није дуго задржао, те се Јединство враћа на игралипште у Севојну, али је коришћен и терен у Бајиној Башти. Сезоне 1974/75. Јединство испада из зонашког ранга такмичења, те се враћа у Западноморавској лиги. Сезоне 1978/79. Јединство заузима друго место одмах иза екипе Ремонта. Али већ следеће сезоне 1979/80. Јединство наставља са сјајном игром и са освојених 35 бодова и постигнутих 48 голова стиче право да се од наредне сезоне такмичи у Западно-моравској зони. Овај успех су остварили играчи који су поникли у Јединству. На челу екипе био је тренер Милисављевић Љубиша. У међувремену довршени су радови на изградњи 2 терена у Крчагову и два терена за тренинге и тренинг утакмице у Турици. Уа постигнуте успехе екипа је награђена десетодневним летовањем на Црном мору у Бугарској.

### Фудбалски клуб Јединство (1980-1990)
Сезона 1980-81. била је тешка за Јединство. Клуб је играо у непрепознатљиво лошој форми, тренер Милисављевић је након серије лоших резултата напустио клуб. Тренерску палицу до краја сезоне преузима тренер омладинаца Драган Шуљагић који успева да Јединство остави у Западно-моравској зони. Екипа је до сезоне 1985/86. имала солидне резултате. Углавном је завршавала у горњем делу табеле. Ипак сезона 1985/86. је очајно стартовала, те је у првом делу сезоне узето свега 7 бодова. Другом делу сезоне се веома озбиљно приступило, уложени су велики напореди, узето је 17 бодова, али то је било довољно само за претпоследње место. Ипак, од сезоне 1986/87. са радом стартује нова Регионална лига од 16 клубова коју ће да чини 10 екипа из Моравско-шумадијске зоне, 4 клуба из Западноморавске лиге и две првопласиране екипе из Међуопштинске лиге. Такође су основане Регионална кадетска лига од 12 клубова и Регионална пионирске лига. Јединство се нашло на списку екипа које ће учетвовати у Регионалној лиги. Прва сезона у Регионалној лиги, сезона 1986/87., завршена је на трећем месту. Наредних пар сезона Јединство је солидно играло у Регионалној лиги, па су тако сезоне 1988/89. поновили успех освојивши треће место. Ипак није се дуго чекало, те тако Јединство супериорно осваја титулу већ следеће сезоне. Освајањем титуле у сезони 1989/90. изборен је пласман у виши ранг - Друга српска лига - Центар.

### Фудбалски клуб Јединство (1991-2000)
Колико је Јединство одскакало својим квалитетом  у Регионалној лиги још више се испољила неповољна припремљеност за успешно такмичење у знатно оштријој конкуренцији. Први део првенства завршен је у доњем делу табеле. Основни циљ клуба је у овом моменту био да се одржи у постојећем рангу такмичења. Тај циљ је постигнут, мада на позицији доњег дела табеле. Када су све снаге у клубу биле усмере на побољшање стручног рада на свим нивоима, десила се несрећа у кјој је изгорела барака у којој су се налазиле клупске просторије, свлачионице, опрема и архива клуба. С обзиром на то да је у пожару изгорело све, чак и "последње пертле", клуб се обатио за помоћ својим пријатељима. Спортска опрема је стигла од имењака из Оџака и Параћина, ужичке Слободе и Напретка из Крушевца. Помоћ су пружили ужичка и чајетинска општина. Посебно треба истаћи велико разумевање од београдског Партизана. На пролеће 1992. донесена је одлука о регионализацији система такмичења. Одлучено је да се уместо три групе Друге српске лиге формира седам зонских лига. Јединство је на крају такмичарске сезоне изборило право учешћа у квалификацијама за Српску лигу Запад, али је од директног противника Младог радника из Рудована поражено са 0:2 и тако се нашло у новоформираној Моравско-шумадијској лиги. Јединство се углавном котирало на средини и горњем делу табеле, све до сезоне 1995/96. када долази до неочекиване одлуке о новом систему такмичења. Јединство је у сезони 1994/95. заузело пето место у Шумадијско-моравској зони, па је тако стекло право да се од наредне сезоне такмичи у новоформираној Српској лиги - група Морава. У сезони 1996/97. Јединство наставља под новим именом. Пролећни део првенства ужички "романтичари" започели су под именом Јединство-Путеви да би указали на генерално спонзорство грађевинске фирме Путеви из Ужица на чијем су се челу налазили истакнути привредници и велики љубитељи спорта Василије Мићић и Радован Јеремић. Сезону 1997/98. Јединство завшрава на високом трећем месту са освојених 54 бода. У току леза 1998. године приведени су крају радови на завршетку Стадиона. Најзад је Фудбалски клуб Јединство, после много потуцања, мучења и понижавања, добио услове за рад. У присуство око 2000 љубитеља спорта, грађана, спортских радника и представника локалне власти, у суботу 11. јула 1998. године, отворен Спортски центар Јединство-Путеви који се састоји од фудбалског игралишта са трибинама са око 1500 места за седење. Свечаност отварања Стадиона увеличала је екипа вишеструког првака Југославије београдског Партизана. У сезони 1999/2000. Јединство задаје себи као циљ улазак у виши ранг. Из 19 кола у првом делу првенства Јединство је успело да оствари 33 бода и да обезбеди четврто место на табели. У пролећном делу такмичарске сезоне 2000. године екипа је бодила борбу за челну позицију. Ипак на крају сезоне морали су да се задовоље трећим местом са 61 освојеним бодом из 18 победа и 7 нерешених резултата. Успеси које је клуб постигао у стварању материјалних услова за рад, организацији рада и такмичарским резултатима у свим селекцијама најбољи је допринос обележавању 40-годишњице оснивања СД Јединства који се десио баш те 2000. године.

### 21. век
До сезоне 2005/06. Јединство се добро котирало у Српкој лиги. Нажалост, те сезоне 2005/06. Јединство приказује недовољно добру игру и испада из Српске лиге. Већ следеће сезоне приказују да не заслужују да играју у зонашком нивоу такмичења и са само 2 бода заосатка завршавају на другом месту табеле Моравичке зоне. У директном окршају за улазак у виши ранг Јединство је изгубило од Слоге из Бајине Баште са 3:0. 2009. клуб улази у новооформљену лигу; Зона "Дрина". Те сезоне 2009/10. Јединство поново завршава на другом месту и поново иза Слоге из Бајине Баште, али овај пут са далеко већом бодовном разликом. Следеће сезоне Јединство се уз ФК Лозницу одваја од остатка екипа Зоне "Дрине". И једни и друго освајају исти број бодова (75), али због боље гол разлике (+55 за Јединство; +49 за Лозницу) Јединство осваја титулу и прелази у Српску лигу Запад. Те 2011. на тренерско место долази Предраг Ристановић под којим ће клуб доћи до највећих успеха у својој историји. Одмах следеће сезоне 2011/12. Јединство осваја титулу у Српској лиги. Уследио је пласман у Прву лигу Србије. Прве две сезоне у Првој лиги су биле одличне. У оба наврата Јединство је завршавало у горњем делу табеле. Прву годину завршавају на 6. месту што је највећи успех овог клуба у његовој историји. Ипак, 2013. године Предраг Ристановић напуста клуб, а његови наследници нису успели да наставе успех Јединства те се тако 2014/15. селе поново у Српску лигу Запад. Наредне 2 године клуб успева да се одржи на средини табеле, али трећа година у Српкој лиги Запад је била веома неуспешна, те тако Јединство у сезони 2017/18. испада у зонашки ниво такмичења. Веома пољуљано Јединство следеће сезоне једва опстаје у зонашком рангу такмичења завршивши као претпоследња екипа. Ипак од 2019. године ствари се доста стабилизују па Јединство завршава на петом месту сезону 2019/20. која бива прекинута због епидемије корона вирусом. Следће сезоне Јединство се потрудило да уђе у Српску лигу Запад, али трећи пут у последњих 15 година завршава као другопласирана екипа одмах иза Слоге из Бајине Баште.

## Најновији резултати (последњих 20 година)
| Сезона   | Ранг | Лига                  | Позиција | ИГ | Д  | Н  | П  | ДГ | ПГ | ГР  | Бод |
| -------- | ---- | --------------------- | -------- | -- | -- | -- | -- | -- | -- | --- | --- |
| 2002/03. | 3    | Српска лига Морава    | 5.       | 32 | 17 | 6  | 9  | 56 | 41 | +15 | 57  |
| 2004/05. | 3    | Српска лига Запад     | 5.       | 34 | 14 | 8  | 12 | 32 | 37 | -5  | 50  |
| 2005/06. | 3    | Српска лига Запад     | 15.      | 34 | 10 | 7  | 17 | 41 | 48 | -7  | 37  |
| 2006/07. | 4    | Моравичка зона        | 2.       | 28 | 17 | 6  | 5  | 61 | 28 | +33 | 57  |
| 2007/08. | 4    | Зона Морава           | 6.       | 38 | 16 | 11 | 11 | 52 | 37 | +15 | 59  |
| 2008/09. | 4    | Зона Морава           | 9.       | 34 | 11 | 12 | 11 | 42 | 36 | +6  | 45  |
| 2009/10. | 4    | Зона Дрина            | 2.       | 30 | 18 | 5  | 7  | 59 | 23 | +36 | 59  |
| 2010/11. | 4    | Зона Дрина            | 1.       | 30 | 24 | 3  | 3  | 77 | 22 | +55 | 75  |
| 2011/12. | 3    | Српска лига Запад     | 1.       | 30 | 17 | 11 | 2  | 52 | 25 | +27 | 62  |
| 2012/13. | 2    | Прва лига Србије      | 6.       | 34 | 15 | 11 | 8  | 40 | 32 | +8  | 56  |
| 2013/14. | 2    | Прва лига Србије      | 8.       | 30 | 11 | 8  | 11 | 30 | 37 | -7  | 41  |
| 2014/15. | 2    | Прва лига Србије      | 14.      | 30 | 7  | 8  | 15 | 23 | 36 | -13 | 29  |
| 2015/16. | 3    | Српска лига Запад     | 7.       | 30 | 11 | 8  | 11 | 28 | 33 | -5  | 41  |
| 2016/17. | 3    | Српска лига Запад     | 10.      | 30 | 9  | 9  | 12 | 34 | 38 | -4  | 36  |
| 2017/18. | 3    | Српска лига Запад     | 18.      | 34 | 4  | 7  | 23 | 24 | 74 | -50 | 18  |
| 2018/19. | 4    | Западно-моравска зона | 12.      | 24 | 9  | 1  | 14 | 28 | 41 | -13 | 26  |
| 2019/20. | 4    | Западно-моравска зона | 5.       | 16 | 6  | 6  | 4  | 25 | 18 | +7  | 24  |
| 2020/21. | 4    | Западно-моравска зона | 2.       | 28 | 19 | 4  | 5  | 80 | 38 | +42 | 61  |
| 2021/22. | 4    | Западно-моравска зона | 3.       | 26 | 15 | 3  | 8  | 75 | 38 | +37 | 48  |
| 2022/23. | 4    | Западно-моравска зона | 2.       | 26 | 15 | 5  | 6  | 71 | 19 | +52 | 50  |
| 2023/24. | 4    | Западно-моравска зона | 1.       | 25 | 20 | 2  | 3  | 67 | 19 | +48 | 62  |

### Учешће у Купу
| Сезона   | Позиција           |
| -------- | ------------------ |
| 2012/13. | Претколо           |
| 2013/14. | Осмина финала      |
| 2014/15. | Шеснаестина финала |
| 2015/16. | Претколо           |

## Успеси
| Такмичење                       | Такмичење                | Број                     | Година                     |
| Национална такмичења - 6        | Национална такмичења - 6 | Национална такмичења - 6 | Национална такмичења - 6   |
| ------------------------------- | ------------------------ | ------------------------ | -------------------------- |
| Српска лига (3. ниво такмичења) | Првак                    | 1                        | 2011/12.                   |
| Српска лига (3. ниво такмичења) | Други                    | 0                        | /                          |
| Српска лига (3. ниво такмичења) | Трећи                    | 2                        | 1997/98, 1999/00.          |
| Зона (4. ниво такмичења)        | Првак                    | 2                        | 1989/90, 2010/11.          |
| Зона (4. ниво такмичења)        | Други                    | 3                        | 2006/07, 2009/10, 2020/21. |
| Зона (4. ниво такмичења)        | Трећи                    | 2                        | 1986/87, 1988/89.          |
| Округ (5. ниво такмичења)       | Првак                    | 2                        | 1971/72, 1979/80.          |
| Округ (5. ниво такмичења)       | Други                    | 2                        | 1968/69, 1978/79.          |
| Општина (6. ниво такмичења)     | Првак                    | 1                        | 1967/68.                   |
| Општина (6. ниво такмичења)     | Други                    | 0                        | /                          |
| Општина (6. ниво такмичења)     | Трећи                    | 1                        | 1962/63.                   |

## Играчи

### Први тим
| Бр. |        | Позиција | Играч               |
| --- | ------ | -------- | ------------------- |
| 1   | Србија | Г        | Милош Лазић         |
| 2   | Србија | О        | Петар Милосављевић  |
| 3   | Србија | О        | Петар Крстовић      |
| 4   | Србија | С        | Јован Петровић      |
| 5   | Србија | О        | Жељко Костадиновић  |
| 6   | Србија | О        | Стефан Митрашиновић |
| 7   | Србија | Н        | Младен Мирковић     |
| 8   | Србија | С        | Милан Глишић        |
| 9   | Србија | Н        | Дарко Марић         |
| 10  | Србија | С        | Иван Петровић       |
| 11  | Србија | Н        | Саша Филиповић      |
| 12  | Србија | Г        | Ђорђе Јечменица     |
| 13  | Србија | О        | Никола Вучковић     |
| 14  | Србија | О        | Лазар Јанковић      |
| 15  | Србија | О        | Стефан Арсић        |
| 16  | Србија | С        | Никола Лазовић      |
| 17  | Србија | Н        | Лука Неговановић    |
| 18  | Србија | С        | Марко Станић        |
| 19  | Србија | С        | Немања Лазић        |
| 20  | Србија | Н        | Никола Голубовић    |

## Тренери
- Миодраг Терић (1960-64.)
- Томислав Михаиловић (1967-71.)
- Драгољуб Витић (1971-72.)
- Љубомир Матовић (1972-73.)
- Мирослав Гргуревић (1973-75.)
- Драгољуб Витић (други пут)(1975-77.)
- Љубиша Милисављевић (1977-81.)
- Драган Шуљагић(1981.)
- Мирослав Гргуревић (други пут) (1981.)
- Драган Шуљагић (други пут)(1981-82.)
- Слободан Церовић(1982-86.)
- Радивоје Алексић (1986-89.)
- Владан Чумић (1989-93.)
- Драган Марјановић (1993-94.)
- Славољуб Димитријевић (1994-97.)
- Бранко Чавић (1997-99.)
- Слободан Новаковић (1999.)
- Зоран Ристановић (1999-01.)
- Радивоје Алексић (други пут) (2001-04.)
- Славољуб Димитријевић (2004-06.)
- Здравко Ђајић (2006-10.)
- Радивоје Алексић (трећи пут) (2010.)
- Ивица Цветановски (2010-11.)
- Предраг Ристановић (2011-13.)
- Иван Јањић(привремено) (2013.)
- Сретен Аврамовић (2013-14.)
- Ненад Маркићевић (2014-16.)
- Горан Ђукић(2016-17.)
- Горан Ћосић (2017-18.)
- Небојша Пановић (2018.)
- Драган Марјановић (други пут)(2018-19.)
- Иван Јањић (други пут)(2019-тренутно)

## Познати бивши играчи (први тим и омладинске категорије)
- Зоран Радовановић
- Милован Ђорић
- Немања Видић
- Слободан Догаџић
- Љубиша Радуловић
- Василије Јосиповић
- Драгољуб Гудурић
- Драган Богојевић
- Зоран Веселиновић
- Живојин Видојевић
- Новак Ђајић
- Миленко Узуновић
- Владимир Мудринић
- Богдан Планић
- Саво Раковић
- Драган Росић